# Dictum di Kenilworth

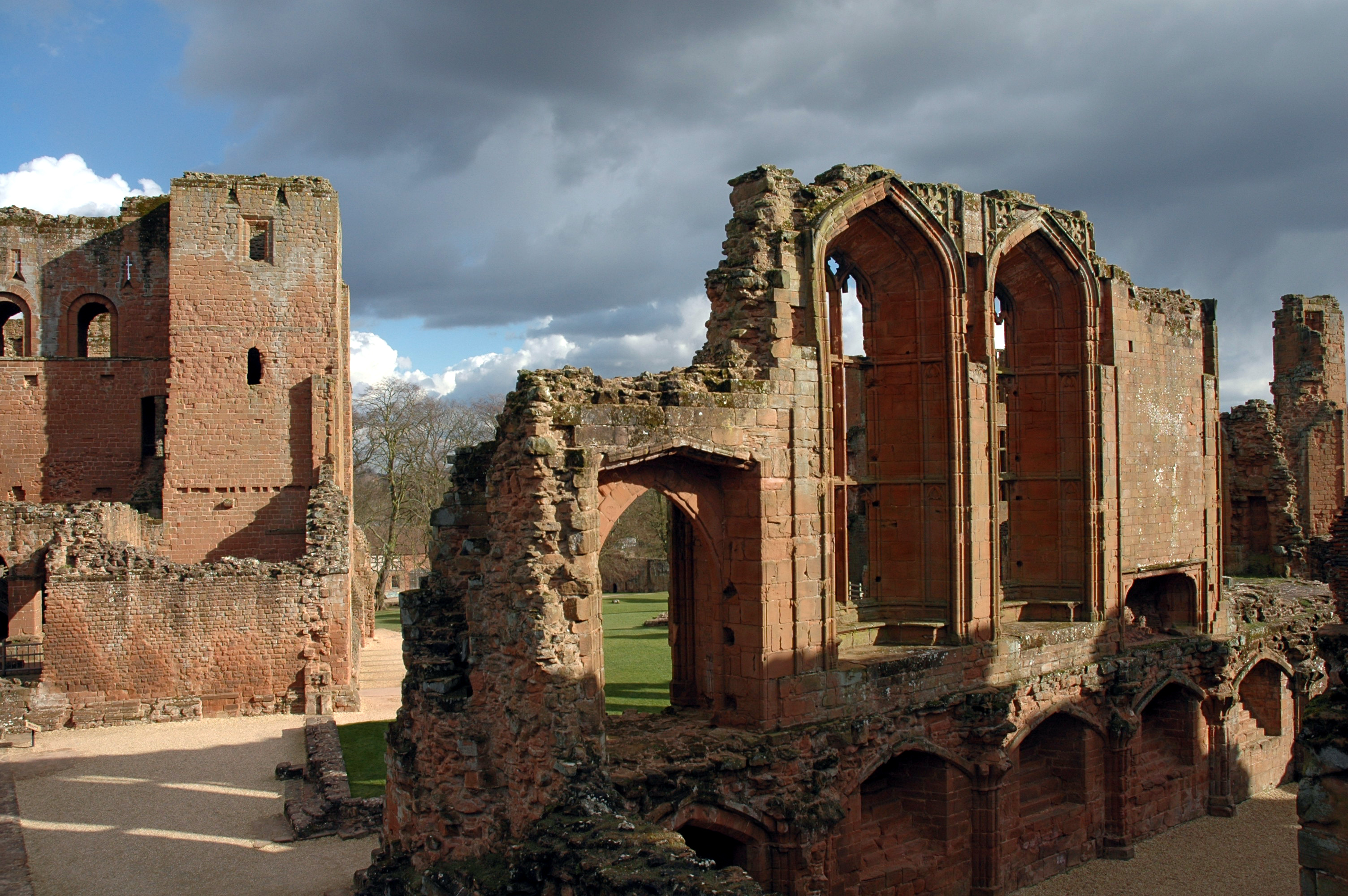
Vista di alcuni ruderi di Kenilworth Castle.

Il Dictum di Kenilworth ("editto di Kenilworth"), titolo completo Award of reconciliation between the king and the rebels of the Barons' War ("Risarcimento di riconciliazione tra il re e i ribelli della guerra dei baroni"), emesso il 31 ottobre 1266, fu un pronunciamento concepito per riconciliare i ribelli della guerra dei Baroni con il governo reale di Inghilterra. Dopo la vittoria baronale alla battaglia di Lewes nel 1264, Simone di Montfort, VI conte di Leicester prese il controllo del governo reale, ma nella battaglia di Evesham del 1265 Montfort fu ucciso, e il re Enrico III ripristinato al potere. Un gruppo di ribelli tuttavia resistette all'assedio nella roccaforte del Castello di Kenilworth, e la loro resistenza si dimostrò molto difficile da schiacciare.
Un assedio del castello fu iniziato a giugno 1266, ma attraverso l'intervento del legato del Papa Re Enrico adottò più tardi un atteggiamento più conciliante. Una Commissione venne incaricata di redigere un accordo accettabile per entrambe le parti. Il risultante Dictum di Kenilworth offrì ai ribelli il diritto di riacquistare i possedimenti confiscati, con prezzi a seconda del loro livello di coinvolgimento nella ribellione. Dopo una resistenza iniziale, i termini furono alla fine accettati. Nell'estate del 1267, il paese venne pacificato, e questo spirito di riconciliazione durò fino al 1290. Il Dictum di Kenilworth venne successivamente incorporato nello Statuto di Marlborough del 1267.

## Contesto: la seconda guerra dei baroni
Simone di Montfort divenne il leader di coloro che volevano riaffermare la Magna Carta e costringere il re a cedere più potere al Consiglio dei baroni. Nel 1258 sette importanti baroni obbligarono Enrico III alle Disposizioni di Oxford, che abolirono l'assolutismo della monarchia anglo-normanna: un consiglio di 15 membri avrebbe supervisionato le nomine ministeriali, l'amministrazione locale e la custodia dei castelli reali. Il Parlamento avrebbe controllato il comportamento di questo consiglio. Re Enrico fu costretto a prendere parte al giuramento collettivo di rispettare questi accordi. L'anno successivo le Disposizioni di Oxford furono integrate e sostituite con le Disposizioni di Westminster, che trattavano anche questioni amministrative e giurisdizionali. Negli anni seguenti l'ostilità tra le due fazioni crebbe ed Enrico III ottenne dal papa una speciale esenzione dal giuramento (1261). Scoppiò la guerra civile: i baroni guidati dal Montfort e i realisti dal principe Edoardo.
Il carismatico Montfort e le sue forze avevano conquistato la maggior parte del sud-est dell'Inghilterra sin dal 1263 e, nella battaglia di Lewes (1264), Enrico fu sconfitto e preso prigioniero dalle truppe nemiche. Enrico fu ridotto a re fantoccio e, assieme a Edoardo, posto sotto stretta sorveglianza. Quindici mesi dopo Edoardo fuggì dalla prigionia e si mise di nuovo alla testa delle truppe realiste, guidate dal figlio principe Edoardo e dal potente Gilberto conte di Gloucester, che aveva recentemente disertato al lato realista, questa volta sconfiggendo il Montfort, che rimase ucciso, nella battaglia di Evesham (1265). L'autorità di re Enrico fu quindi restaurata Nel mese di agosto, il re convocò un parlamento a Kenilworth, dove l'assedio era ancora in corso. Ha incaricato alcuni conti, baroni e vescovi di redigere un trattato di riconciliazione. ("Dictum di Kenilworth", 1266-1267), con le Disposizioni di Westminster cancellate nella parte in cui limitavano l'autorità regia.

## Il Dictum di Kenilworth
La commissione venne creata dal parlamento con la nomina di tre vescovi e tre baroni, che poi selezionarono un altro vescovo, due conti, e altri tre baroni. La commissione finale fu composta dai vescovi delle Diocesi di Exeter, Bath e Wells, Worcester e St. David's, i conti di Gloucester e Hereford, e sei baroni.
A questo comitato venne dato come termine Ognissanti (1º novembre) per presentare le disposizioni per una soluzione. Il risultato, noto come "Dictum di Kenilworth", venne reso pubblico il 31 ottobre 1266.
Il punto principale del Dictum era il ristabilimento dell'autorità regia. Le disposizioni di Oxford, che erano state imposte al re, furono ripudiate, e venne chiarito che la nomina dei ministri diveniva interamente una Prerogativa reale. Re Enrico, a sua volta riconfermò la Magna Carta e la Carta della Foresta. Si adottarono misure per contrastare la crescente venerazione del caduto Simon de Montfort, che alcuni stavano già iniziando a considerare un martire e un possibile santo.
I ribelli precedentemente erano stati completamente diseredati e le loro terre erano divenute possedimento del re. Il Dictum invece promulgò un perdono e la restituzione delle terre ai loro precedenti proprietari, restituzione subordinata al pagamento di sanzioni proporzionali al livello di coinvolgimento nella ribellione. Era tradizione fissare il valore dei terreni a dieci volte il loro rendimento annuo, e la maggior parte dei ribelli furono successivamente multati per la metà di questo importo: cinque volte il rendimento annuo delle loro terre.
Robert de Ferrers, VI Conte di Derby, fu individuato come particolarmente coinvolto per il suo ruolo centrale nella ribellione, e per lui il multiplo fu fissato a sette anziché cinque. Lo stesso avvenne per Henry de Hastings, che era il comandante del castello di Kenilworth. Coloro che non presero parte alla lotta direttamente, ma che avevano incitato gli altri a sollevarsi contro il re, vennero multati per il valore di due anni di rendita, mentre chi fosse stato costretto a combattere, o avesse giocato solo una parte minore, dovette pagare il rendimento di un anno della sua terra. I procedimenti di esazione delle ammende furono assegnati ai sostenitori del re, alcuni dei quali avevano già ricevuto parti di terra dei ribelli e ora dovettero restituirle (redisseisin).

## Conseguenze
Le ostilità non cessarono con la pubblicazione del Dictum. La guarnigione di Kenilworth rifiutò di accettare i termini indicati, e resistette all'assedio sino al 14 dicembre, quando la mancanza di cibo la costrinse alla resa. Nell'aprile del 1267, il Conte di Gloucester Gilberto di Clare - che aveva avuto un ruolo centrale nella vittoria dei realisti a Evesham e nel progetto di stesura del Dictum - si ribellò nuovamente contro il Re. Occupò la città di Londra, e cominciò ad ergersi come il campione degli espropriati. Dopo trattative che coinvolsero sia il principe Edoardo che il legato Ottobuono, il Conte di Gloucester cedette e in giugno venne raggiunto un accordo. Il Conte di Gloucester ottenne una modifica alle condizioni del Dictum, per cui coloro che erano stati espropriati furono autorizzati a recuperare le loro terre prima di aver pagato le loro ammende piuttosto che dopo; un accordo che rese molto più facile il rimborso. Nell'estate dello stesso anno, il principe Edoardo si trasferì presso la contea di Isle of Ely, dove gli ultimi ribelli ancora resistevano e li costrinse alla sottomissione a condizioni favorevoli ai ribelli.
Nel novembre del 1267, il parlamento si riunì a Marlborough. Qui fu emesso un importante provvedimento che sarebbe diventato noto alla storia come Statuto di Marlborough. Questo statuto incorporò le clausole del Dictum di Kenilworth che trattavano della restaurazione del potere regale e della riconciliazione tra i lealisti e ribelli. Lo Statuto di Marlborough divenne una base per il governo reale e il rapporto tra il re e i suoi sudditi e allo stesso modo il "Dictum" è visto nella storia costituzionale inglese.
Lo spirito di pace e di riconciliazione istituito dal Dictum di Kenilworth durò fino al 1290 circa. Nel 1270, il principe Edoardo lasciò il paese per andare alla nona crociata in Terra santa. Quando suo padre morì nel 1272, Edoardo si sentiva in una posizione abbastanza sicura per attendere fino al 1274, prima di tornare a casa per insediarsi sul trono.

### Ulteriori letture
(EN) 
- Altschul, M. (1965), A Baronial Family in Medieval England: The Clares, 1217-1314, Baltimore, Johns Hopkins Press.
- Brand, P.A. (2003), Kings, Barons and Justices: The Making and Enforcement of Legislation in Thirteenth-Century England, Cambridge: Cambridge University Press. ISBN 0-521-37246-1.
- Carpenter, D.A. (1996), The Reign of Henry III, London: Hambledon. ISBN 1-85285-070-1.
- Denholm-Young, N. (1947), Richard of Cornwall, Oxford: Blackwell.
- Jacob, E.F. (1925), Studies in the Period of Baronial Reform and Rebellion, 1258-1267, Oxford, Clarendon Press.
- Knowles, C.H. (1982), "The resettlement of England after the Barons' War", Transactions of the Royal Historical Society, 5th ser. 32.
- Knowles, C.H. (1986), "Provision for the families of the Montfortians disinherited after the Battle of Evesham", in P.R. Coss and S.D. Lloyd (eds.) Thirteenth Century England I, Woodbridge: Boydell.
- Lewis, A. (1939), "Roger Leyburn and the Pacification of England, 1265-7", English Historical Review, 54.
- Lloyd, T.H. (1986), "Gilbert de Clare, Richard of Cornwall and the Lord Edward's Crusade", Nottingham Medieval Studies, 31.
- Maddicott, J.R. (1986), "Edward I and the lessons of baronial reform: local government, 1258-80", in Peter R. Coss and S.D. Lloyd (eds.) Thirteenth Century England I, Woodbridge: Boydell.
- Treharne, R.F. (1932), The Baronial Plan of Reform, Manchester: Manchester University Press.